# Galaterina noonadan
Galaterina noonadan Zatwarnicki & Mathis, 2001 è un insetto tropicale della famiglia Ephydridae (Diptera: Schizophora) endemico della regione australasiana. La specie è stata ritrovata esclusivamente nelle Isole Salomone. È l'unica appartenente al genere monotipico Galaterina Zatwarnicki & Mathis, 2001.

## Sistematica e filogenesi
Galaterina è uno dei generi più recenti, nell'ambito della famiglia degli Ephydridae, istituito da Zatwarnicki & Mathis nell'ambito di una revisione sistematica della tribù dei Discocerinini. La definizione del genere si basa sulla descrizione di Galaterina noonadan, designata anche come tipo.
Sotto l'aspetto filogenetico, Galaterina si colloca nel clade del gruppo Discocerina, insieme ai generi Discocerina, Hydrochasma, Lamproclasiopa, Orasiopa e Polytrichophora, in relazione con il clade del gruppo Diclasiopa
|  | Gymnoclasiopa |
|  | |
|  | \| \| Diclasiopa group \| \| \| \| \| \| Discocerina group (Discocerina, Galaterina, Hydrochasma, Lamproclasiopa, Orasiopa, Polytrichophora) \| \| \| \| |
|  | |
|  | Diclasiopa group |
|  | |
|  | Discocerina group (Discocerina, Galaterina, Hydrochasma, Lamproclasiopa, Orasiopa, Polytrichophora)                                                      |
|  | |

|  | Diclasiopa group                                                                                    |
|  | |
|  | Discocerina group (Discocerina, Galaterina, Hydrochasma, Lamproclasiopa, Orasiopa, Polytrichophora) |
|  | |